# Oier Zarraga
Oier Zarraga Egaña (* 4. Januar 1999 in Getxo, Spanien) ist ein spanischer Fußballspieler. Aktuell steht der Mittelfeldspieler bei Udinese Calcio in der Serie A unter Vertrag.

## Karriere

### Anfänge in Bilbao
Zarraga wurde im baskischen Getxo geboren. Er begann in jungen Jahren beim Romo FC aus seiner Geburtsstadt mit dem Fußballspielen, ehe er im Alter von 10 Jahren zu Athletic Bilbao wechselte. Dort durchlief er alle weitern Jugendmannschaften. 2017 wechselte er in den Kader des CD Baskonia, einer Ausbildungsmannschaft von Athletic Bilbao, die in der viertklassigen Tercera División RFEF spielte. Dort kam er in der Saison 2017/18 auch regelmäßig zum Einsatz. Am 3. Februar 2019 gab er beim 2:1-Sieg gegen den SD Leioa sein Debüt für Athletic Bilbao B in der Primera División RFEF. In der Saison 2019/20 wurde er schließlich fest in die Mannschaft von Athletic Bilbao B und entwickelte sich zum Stammspieler in der Liga und kam regelmäßig in der Startformation zum Einsatz. Am 26. Oktober 2019 konnte er beim 4:1-Sieg gegen Real Valladolid B seine ersten beiden Tore für den Verein erzielen. Letzten Endes kam er in allen 28 Saisonspielen zum Einsatz und konnte dabei fünf Tore erzielen. Nachdem er mit seiner Mannschaft Platz 2 in der Liga belegt hatte, schieden sie in den Aufstiegs-Playoffs zur Segunda División jedoch bereits im Viertelfinale gegen den CD Badajoz mit 6:7 nach Elfmeterschießen aus.
Zur Vorbereitung auf die Saison 2020/21 wurde Zarraga von Trainer Gaizka Garitano in den Kader der ersten Mannschaft von Athletic Bilbao, der in der Primera División spielt, berufen. Nachdem er an den ersten Spieltagen bereits in den Spieltagskader berufen worden war, gab er sein Profidebüt am 18. Oktober 2020 beim 2:0-Sieg gegen den UD Levante, bei dem er in der 71. Spielminute für Unai López eingewechselt wurde. Auch in den folgenden Spielen kam er zu Einsätzen, am 31. Oktober 2020 beim 2:1-Sieg gegen den FC Sevilla sogar erstmals in der Startelf, in der zweiten Saisonhälfte kam er jedoch auch aufgrund einer Knieverletzung kaum noch zum Einsatz. Dafür kam er gelegentlich noch in der zweiten Mannschaft zum Einsatz. Im Februar 2021 unterschrieb er einen neuen, bis Juni 2023 laufenden Vertrag bei Athletic Bilbao. In der Saison 2021/22 konnte sich Zarraga schließlich unter Trainer Marcelino García fest im Kader der ersten Mannschaft als Ergänzungsspieler etablieren. Am 7. März 2022 konnte er beim 3:1-Sieg gegen den UD Levante schließlich sein erstes Tor in der Liga erzielen. Er kam in der Saison in insgesamt 31 Spielen zum Einsatz und stand in einigen Spielen sogar in der Startformation. Auch in der Saison 2022/23 blieb er Ergänzungsspieler im Zentralen Mittelfeld und kam insgesamt in 26 der 38 Ligaspielen zum Einsatz.

### Udinese Calcio
Mit Auslaufen seines Vertrages bei Bilbao wechselte Zarraga zur Saison 2023/24 zu Udinese Calcio in die italienische Serie A. Bei den Norditalienern unterschrieb er einen Vertrag bis 2027.